# Jack Canfield
Jack Canfield (nacido el 19 de agosto de 1944) es un autor, orador motivacional y emprendedor estadounidense. Es coautor de la serie Chicken Soup for the Soul, que tiene más de 250 títulos y 500 millones de copias impresas en más de 40 idiomas. Fue nombrado uno de los Diez Jóvenes Destacados de América (TOYA) por los Jaycees de Estados Unidos en 1978. Tiene el récord mundial de libros Guinness por tener siete libros simultáneamente en la lista de libros más vendidos del New York Times.

## Carrera profesional
En 2006, Canfield apareció en una película de autodesarrollo llamada The Secret. Es el fundador y director ejecutivo de The Canfield Training Group y fundador de The Foundation for Self-Esteem. Se casó con Judith Ohlbaum en 1971 y tuvieron dos hijos juntos, Oran y Kyle, antes de divorciarse en 1976. En 1978, contrajo nupcias con Georgia Lee Noble, con quien tuvo un hijo, Christopher. Se divorciaron en 1999. Se volvió a casar, con Inga Marie Mahoney en 2001, y es padrastro de sus hijos, Travis y Riley.

## Libros
- Chicken Soup for the Soul[10][11]
- The Success Principles[12]

## Premios
- Récord mundial Guinness por tener siete libros en la lista de los más vendidos del New York Times al mismo tiempo.[13]